# Алтата (река)
Алтата (Алтыата) — река в России, протекает в Дергачёвском и у устья в Ершовском районах Саратовской области. Устье реки находится в 541 км по левому берегу реки Большой Узень напротив села Осинов Гай. Длина реки составляет 142 км, ширина в среднем и нижнем течении — до 65 м, глубина — более 4 метров. Площадь водосборного бассейна — 3780 км². Имеет чрезвычайно извилистое русло.
Основные притоки: Турмак, Камышлейка, Камышевка, Чёрненькая и Песчанка.
На берегу реки расположены населённые пункты: Петропавловка, Дергачи, Советский.

## Данные водного реестра
По данным государственного водного реестра России относится к Уральскому бассейновому округу, водохозяйственный участок реки — Большой Узень. Речной бассейн реки — Бассейны рек Малый и Большой Узень (российская часть бассейнов).
Код объекта в государственном водном реестре — 12020000212112200000411.